# Youngosuchus
Youngosuchus sinensis, Vjushkovia sinensis
Genre
Espèce
Synonymes
- Vjushkovia sinensis Young, 1973

Youngosuchus est un genre éteint d'archosauriformes du Trias moyen de Chine et dont l'espèce type est Youngosuchus sinensis.

## Historique
Youngosuchus sinensis a été décrite pour la première fois en 1973 comme une nouvelle espèce de l'érythrosuchidé Vjushkovia. En 1985, il a été réassigné comme son propre genre de rauisuchid. Cependant, Une étude de 1992 a soutenu la classification originale de Youngosuchus sinensis en tant qu'Erythrosuchidae tandis que des études plus récentes le classent comme un archosaure loricatan de type « rauisuchien » sans aucun lien avec Vjushkovia, qui serait très probablement un synonyme de Garjainia,,,.

## Description
Youngosuchus est connu à partir de la découverte d'un squelette partiel mais bien conservé récupéré de la formation Kelamayi dans le bassin de Junggur du Xinjiang, en Chine. Le squelette, appelé IVPP V 3239, comprend un crâne complet, des vertèbres cervicales, des côtes, la ceinture pectorale et des membres antérieurs. Youngosuchus a un crâne large et profond avec des dents recourbées et acérées. L'absence des ostéodermes sur le squelette pourrait indiquer que Youngosuchus n'avait pas l'armure présente dans d'autres archosauriformes précoces.

## Classification
Le squelette d'un potentiel Érythrosuchidé est décrit pour la première fois en 1973 par le paléontologue chinois Yang Zhongjian, mieux connu sous le nom de CC Young. Dans sa publication, Young l'utilise comme base de sa description de Vjushkovia sinensis, une troisième espèce du genre Vjushkovia. Les Erythrosuchidés sont des Archosauriformes basaux qui sont étroitement liés aux Archosauria, le groupe qui comprend les crocodiles et les oiseaux actuels. En 1985, les paléontologues russes NN Kalandadze et Andreï G. Sennikov (d) érigent le nouveau genre Youngosuchus pour V. sinensis, lui donnant le nom de Young. Ils considèrent les deux autres espèces de Vjushkovia comme des membres du genre érythrosuchidé Garjainia et reclassent Y. sinensis parmi les Rauisuchidés. Les Rauisuchidés possèdent des caractères qui ont plus dérivé que les Érythrosuchidés car ils appartiennent aux Archosauria, plus précisément au clade des Crurotarsi.
Plusieurs caractéristiques communes des Érythrosuchides sont absentes de Youngosuchus. La voûte crânienne du squelette de Youngosuchus est plate, alors qu'elle est normalement légèrement déprimée chez les Érythrosuchidés. La dépression des Érythrosuchidés est un vestige du foramen pinéal qui était présent chez les reptiles plus primitifs. L'absence de dépression dans la table crânienne de Youngosuchus suggère qu'il appartient probablement à un groupe plus différencié que les Érythrosuchidés. Une autre différence entre Youngosuchus et les Érythrosuchides peut être observée dans la fenêtre antéorbitaire (un trou latéral situé dans le crâne devant les orbites). Chez Youngosuchus, la fenêtre est grande et triangulaire, mais n'a pas les marges supérieures et antérieures déprimées qui sont observées dans les crânes des Érythrosuchidés.
Les différentes modifications dans la taxonomie de ce genre ont souvent été débattues. L'attribution de Youngosuchus aux Rauisuchidae n'a pas été largement acceptée au départ. Elle a notamment été contestée par le paléontologue J. Michael Parrish qui a conservé Y. sinensis comme espèce de Vjushkovia dans son étude de 1992 sur les Érythrosuchidés, et a continué à reconnaître Vjushkovia comme un taxon valide distinct de Garjainia avec la présence des taxons Shansisuchus et Erythrosuchus entre les deux. Sennikov, avec le paléontologue David J. Gower, a rejeté les conclusions de Parrish en 2000 en considérant V. triplocostata, l'espèce type de Vjushkovia, un synonyme plus récent de Garjainia prima. En 2000, dans son aperçu des Rauisuchia, Gower ne considérait pas Y. sinensis comme un synonyme de G. prima et suggérait plutôt qu'il s'agissait d'un Rauisuchidé. L'étude de Martin Ezcurra en 2016 sur la classification des Archosauromorpha comparant 96 taxons séparés et plus de 600 caractéristiques osseuses place Youngosuchus comme un proche parent du loricatan Batrachotomus, situé loin de Garjainia (qui était considéré comme impossible à distinguer de Vjushkovia).